# Brian Rolston
Brian Lee Rolston, född 21 februari 1973 i Flint, Michigan, är en amerikansk före detta professionell ishockeyspelare som spelade för det amerikanska ishockeylaget Boston Bruins i NHL. 
Han representerade tidigare NHL-klubbarna New Jersey Devils, Colorado Avalanche, New York Islanders och Minnesota Wild. Rolston var en pålitlig poängörare som i ett flertal säsonger mäktade med över 60 poäng. Han gjorde sin första All-Star-match säsongen 2006–07. 
Rolston representerade även USA:s landslag vid ett antal tillfällen. Bland hans största meriter i internationella idrottssammanhang kan OS 2002 i Salt Lake City nämnas, där man lyckades ta sig anda fram till final, där det dock blev förlust mot Kanada med 2-5.

## Statistik

### Klubbkarriär
| 1991–92    | Lake Superior State Lakers | CCHA       | 41   | 18  | 28  | 46  | 16  | —  | —  | —  | —  | —  |
| 1992–93    | Lake Superior State Lakers | CCHA       | 39   | 33  | 31  | 64  | 20  | —  | —  | —  | —  | —  |
| 1993–94    | Albany River Rats          | AHL        | 17   | 5   | 5   | 10  | 8   | 5  | 1  | 2  | 3  | 0  |
| 1994–95    | Albany River Rats          | AHL        | 18   | 9   | 11  | 20  | 10  | —  | —  | —  | —  | —  |
| 1994–95    | New Jersey Devils          | NHL        | 40   | 7   | 11  | 18  | 17  | 6  | 2  | 1  | 3  | 4  |
| 1995–96    | New Jersey Devils          | NHL        | 58   | 13  | 11  | 24  | 8   | —  | —  | —  | —  | —  |
| 1996–97    | New Jersey Devils          | NHL        | 81   | 18  | 27  | 45  | 20  | 10 | 4  | 1  | 5  | 6  |
| 1997–98    | New Jersey Devils          | NHL        | 76   | 16  | 14  | 30  | 16  | 6  | 1  | 0  | 1  | 2  |
| 1998–99    | New Jersey Devils          | NHL        | 82   | 24  | 33  | 57  | 14  | 7  | 1  | 0  | 1  | 2  |
| 1999–00    | New Jersey Devils          | NHL        | 11   | 3   | 1   | 4   | 0   | —  | —  | —  | —  | —  |
| 1999–00    | Colorado Avalanche         | NHL        | 50   | 8   | 10  | 18  | 12  | —  | —  | —  | —  | —  |
| 1999–00    | Boston Bruins              | NHL        | 16   | 5   | 4   | 9   | 6   | —  | —  | —  | —  | —  |
| 2000–01    | Boston Bruins              | NHL        | 77   | 19  | 39  | 58  | 28  | —  | —  | —  | —  | —  |
| 2001–02    | Boston Bruins              | NHL        | 82   | 31  | 31  | 62  | 30  | 6  | 4  | 1  | 5  | 0  |
| 2002–03    | Boston Bruins              | NHL        | 81   | 27  | 32  | 59  | 32  | 5  | 0  | 2  | 2  | 0  |
| 2003–04    | Boston Bruins              | NHL        | 82   | 19  | 29  | 48  | 40  | 7  | 1  | 0  | 1  | 8  |
| 2005–06    | Minnesota Wild             | NHL        | 81   | 34  | 45  | 79  | 48  | —  | —  | —  | —  | —  |
| 2006–07    | Minnesota Wild             | NHL        | 78   | 31  | 33  | 64  | 46  | 5  | 1  | 1  | 2  | 4  |
| 2007–08    | Minnesota Wild             | NHL        | 81   | 31  | 28  | 59  | 53  | 6  | 2  | 4  | 6  | 8  |
| 2008–09    | New Jersey Devils          | NHL        | 64   | 15  | 17  | 32  | 30  | 7  | 1  | 1  | 2  | 4  |
| 2009–10    | New Jersey Devils          | NHL        | 80   | 20  | 17  | 37  | 22  | 5  | 2  | 1  | 3  | 0  |
| 2010–11    | New Jersey Devils          | NHL        | 65   | 14  | 20  | 34  | 34  | —  | —  | —  | —  | —  |
| NHL totalt | NHL totalt                 | NHL totalt | 1186 | 335 | 402 | 737 | 458 | 70 | 19 | 12 | 31 | 38 |